# Mar de Bojol

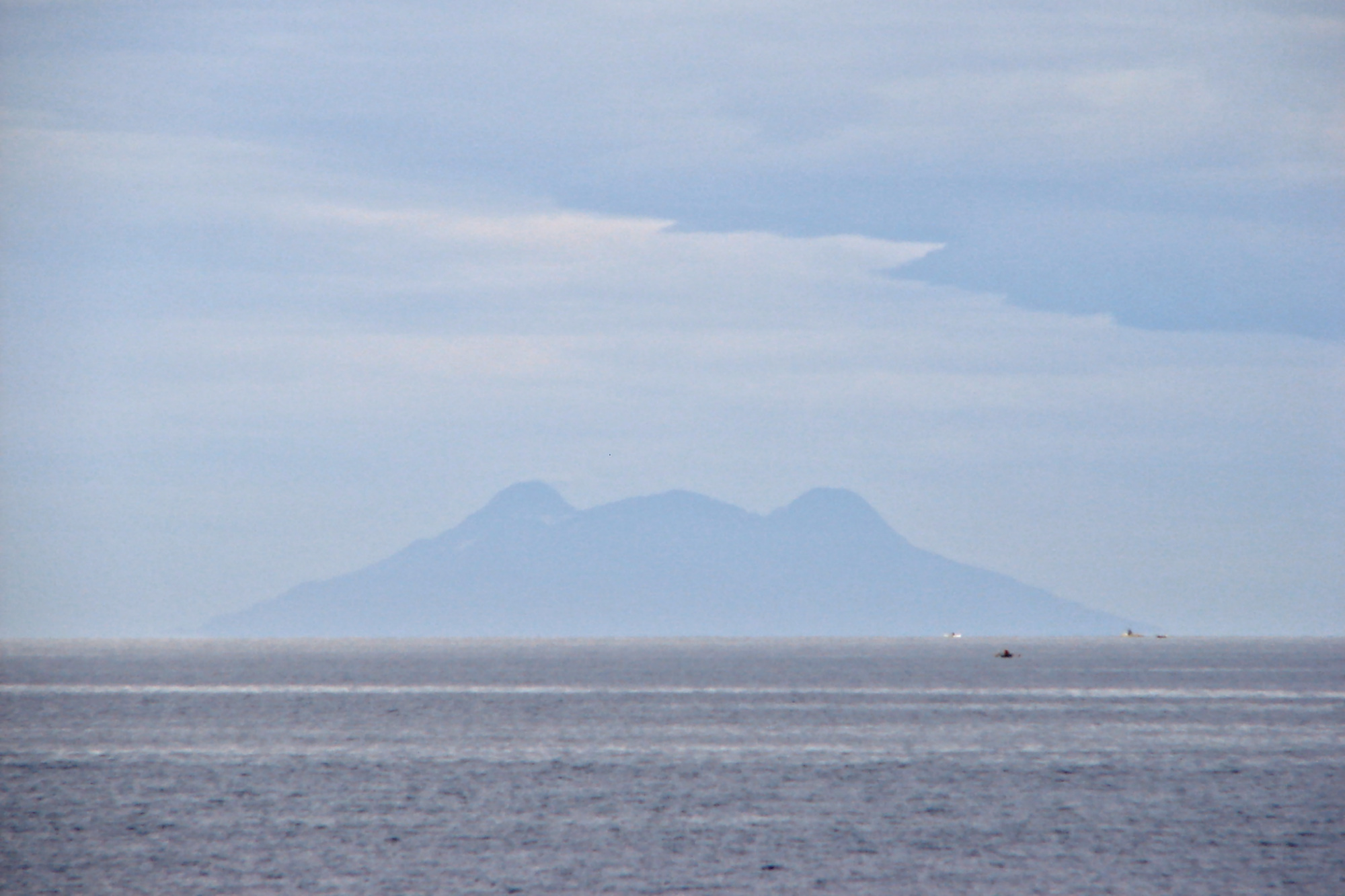
Camiguim e mar de Bojol

O mar de Bojol, também chamado de mar de Mindanau, fica localizado entre as ilhas de Mindanau e Bojol (uma das Vissaias), ao sul da ilha de Leyte, nas Filipinas.
Ele é ligado ao mar das Filipinas pelo estreito de Surigao, ao mar de Camotes pelo canal de Surigao e pelo estreito de Cebu e ao mar de Sulu pelo estreito existente entre a ilha de Negros e a península de Zaboanga.
O mar de Bojol é uma área de excelentes locações para a prática de mergulho, muito procurada por praticantes do esporte e onde se encontram diversos hotéis destinados a hospedar os visitantes. Sua água é quente e paredes submarinas entre 10 e 30m de profundidade são ideais para cursos e exploração.
A vida submarina é abundante na região, com destaque para barracudas, golfinhos e diversas formações submersas de coral.
Na Segunda Guerra Mundial ocorreram batalhas entre as frotas do Japão e dos Estados Unidos.